# La Chavanne
La Chavanne – miejscowość i gmina we Francji, w regionie Owernia-Rodan-Alpy, w departamencie Sabaudia.
Według danych na rok 1990 gminę zamieszkiwały 332 osoby, a gęstość zaludnienia wynosiła 108 osób/km² (wśród 2880 gmin regionu Rodan-Alpy Chavanne plasuje się na 1298. miejscu pod względem liczby ludności, natomiast pod względem powierzchni na miejscu 1644.).
Przez gminę przepływa rzeka Isère. 